# Мария Доротея Кетлер от Курландия
Мария Доротея Кетлер от Курландия (на немски: Maria Dorothea Kettler von Kurland; * 2 август 1684, Митау, Курландия; † 17 януари 1743, Берлин) от династията Кетлер, е принцеса от Курландия и чрез женитба титулярна маркграфиня на Бранденбург-Швет.

## Произход
Тя е дъщеря на херцог Фридрих II Казимир Кетлер (1650 – 1698) и съпругата му графиня София Амалия фон Насау-Зиген (1650 – 1688), дъщеря на граф Хайнрих фон Насау-Зиген.

## Фамилия
Мария Доротея Кетлер се омъжва на 31 октомври 1703 г. в Кастело Шарлотенбург за маркграф Албрехт Фридрих фон Бранденбург-Швет (1672 – 1731), херцог на Херцогство Брауншвайг-Люнебург, принц на Прусия, титулярен маркграф на Бранденбург-Швет, син на бранденбургския курфюрст Фридрих Вилхелм (1620 – 1688). Te има децата:
- Фридрих (1704 – 1707)
- Карл Албрехт (1705 – 1762), пруски военачалник
- Анна София Шарлота (1706 – 1751)

∞ 1723 херцог Вилхелм Хайнрих фон Саксония-Айзенах (1691 – 1741)
- Луиза Вилхелмина (1709 – 1726)
- Фридрих (1710 – 1741), убит като пруски полковник
- Албертина (1712 – 1750)

∞ 1733 княз Виктор II Фридрих фон Анхалт-Бернбург (1700 – 1765)
- Фридрих Вилхелм (1714 – 1744), пруски генерал-майор